# Nuoto ai Giochi della XVI Olimpiade - 100 metri dorso femminili
La competizione dei 100 metri dorso femminili di nuoto ai Giochi della XVI Olimpiade si è svolta nei giorni 3 e 5 dicembre 1956 allo stadio del nuoto di Melbourne.

## Programma
| Data            | Round    | Note                           |
| --------------- | -------- | ------------------------------ |
| 3 dicembre 1956 | Batterie | I migliori 8 tempi alla finale |
| 5 dicembre 1956 | Finale   |                                |

## Risultati

### Batterie
| Pos. | Atleta               | Nazione          | Tempo  | Posizione |
| ---- | -------------------- | ---------------- | ------ | --------- |
| 1    | Judy Grinham         | Gran Bretagna    | 1'13"1 | 2         |
| 2    | Maria Both           | Romania          | 1'15"8 | 12        |
| 3    | Ljudmila Klipova     | Unione Sovietica | 1'16"1 | 14        |
| 4    | Mary Anne Marchino   | Stati Uniti      | 1'16"2 | 15        |
| 5    | Elżbieta Gellner     | Polonia          | 1'16"2 | 16        |
| 6    | Pam Singleton        | Australia        | 1'17"0 | 17        |
| 7    | Lenora Fisher        | Canada           | 1'17"5 | 18        |
| 8    | Ginette Jany-Sendral | Francia          | 1'19"1 | 21        |

| Pos. | Atleta            | Nazione       | Tempo  | Posizione |
| ---- | ----------------- | ------------- | ------ | --------- |
| 1    | Carin Cone        | Stati Uniti   | 1'13"9 | 3         |
| 2    | Gerganiya Beckitt | Australia     | 1'14"8 | 5         |
| 3    | Julie Hoyle       | Gran Bretagna | 1'15"0 | 8         |
| 4    | Éva Pajor         | Ungheria      | 1'15"3 | 9         |
| 5    | Jean Stewart      | Nuova Zelanda | 1'15"4 | 10        |
| 6    | Moira Abernethy   | Sudafrica     | 1'15"4 | 11        |
| 7    | Jocelyn von Giese | Filippine     | 1'20"0 | 22        |

| Pos. | Atleta               | Nazione       | Tempo  | Posizione |
| ---- | -------------------- | ------------- | ------ | --------- |
| 1    | Margaret Edwards     | Gran Bretagna | 1'13"0 | 1         |
| 2    | Sara Barber          | Canada        | 1'14"3 | 4         |
| 3    | Helga Schmidt-Neuber | Germania      | 1'14"8 | 5         |
| 4    | Maureen Murphy       | Stati Uniti   | 1'14"8 | 7         |
| 5    | Patricia Huntingford | Australia     | 1'16"0 | 13        |
| 6    | Philippa Gould       | Nuova Zelanda | 1'17"5 | 18        |
| 7    | Judit Temes          | Ungheria      | 1'17"6 | 20        |
| 8    | Martha Gultom        | Indonesia     | 1'21"7 | 23        |

### Finale
| Pos.    | Atleta               | Nazione       | Tempo  |
| ------- | -------------------- | ------------- | ------ |
| Oro     | Judy Grinham         | Gran Bretagna | 1:12.9 |
| Argento | Carin Cone           | Stati Uniti   | 1:12.9 |
| Bronzo  | Margaret Edwards     | Gran Bretagna | 1:13.1 |
| 4       | Helga Schmidt-Neuber | Germania      | 1:13.4 |
| 5       | Maureen Murphy       | Stati Uniti   | 1:14.1 |
| 6       | Julie Hoyle          | Gran Bretagna | 1:14.3 |
| 7       | Sara Barber          | Canada        | 1:14.3 |
| 8       | Gerganiya Beckitt    | Australia     | 1:14.7 |